# FBXO5
 Уникальный белок F-бокса 5  (англ. F-box only protein 5) — белок, кодируемый  у человека геном  FBXO5 . 

## Функция
Этот ген кодирует члена семейства белков F-бокса,  который характеризуется мотивом примерно 40 аминокислот. Белки F-бокса представляют собой одну из четырех субъединиц  комплекса  SCF, функции которых в фосфорилировано-зависимом убиквитинировании. Белки F-бокса делятся на 3 класса: Fbws, содержащий домены WD-40, Fbls, содержащий обогащенные лейцином повторы и Fbxs, содержащий либо различные модули белок-белковых взаимодействий, либо неузнаваемые мотивы. Белок, кодируемый этим геном, принадлежит к классу Fbxs. Этот белок похож на ингибитор 1 у Xenopus (рус. шпорцевые лягушки) в начале митоза (Emi1), который представляет собой митотический регулятор,  взаимодействующий с Cdc20 и ингибирующий комплекс стимуляции анафазы. 

## Взаимодействия
FBXO5, как было выявлено, взаимодействует с:
- CDC20, [4]
- FZR1 , [4] и
- SKP1A. [5]